# Bastei

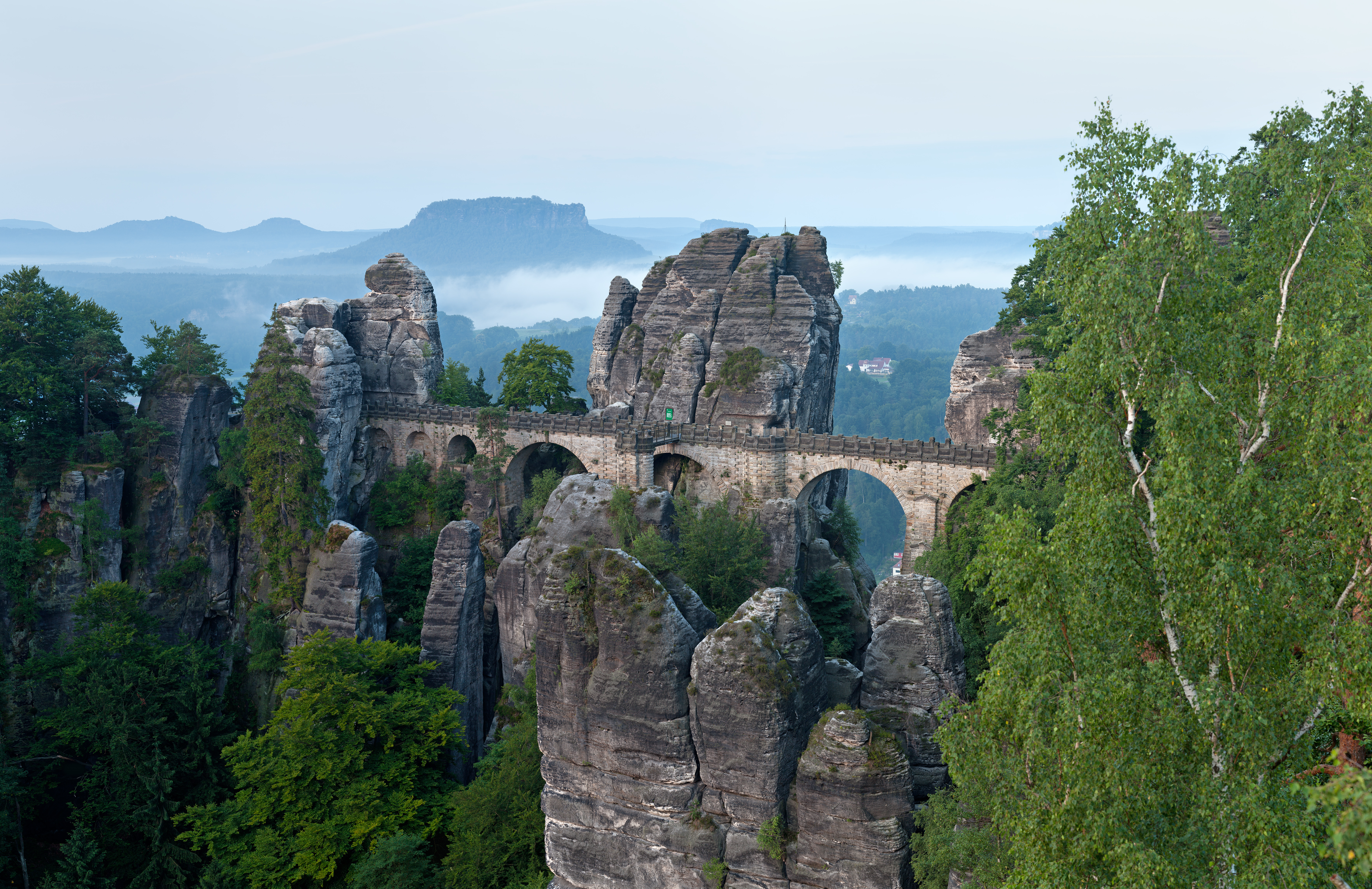
Basteibrücke

Bastei är en klippformation av kvadersandsten i Lohmens kommun, Landkreis Sächsische Schweiz-Osterzgebirge i Sachsen, Tyskland, belägen nära kurorten Rathen vid Elbe, öster om staden Wehlen. Den är en del av Elbsandsteingebirge.
Bastei höjer sig 194 meter över Elbes yta, 305 meter över havet. Klippan är en berömd utkikspunkt i naturområdet Sächsische Schweiz.
Närmaste bilväg till utsiktsplatsens parkering och hotell finns via Lohmen, men klippan kan även nås till fots från de mer närbelägna orterna Wehlen och Rathen.

### Allmänna källor
- Carlquist, Gunnar, red (1939 (nyutgåva)). Svensk uppslagsbok. Bd 3. Malmö: Svensk uppslagsboks förlag AB. sid. 248